# Marcella (film 1937)
Marcella è un film del 1937 diretto da Guido Brignone.